# 서울평화상
서울 평화상(서울平和賞)은 서울평화상문화재단이 제24회 서울올림픽경기대회의 성공적인 개최를 기념해 인류화합과 세계평화에 이바지한 개인 또는 단체를 대상으로 2년마다 주는 상이다.

## 설립취지
1988년 제24회 서울 올림픽의 성공적인 개최를 기념하고, 인류화합과 세계평화 정신을 승화·발전시키고, 분단된 한민족의 평화를 실현한다는 취지로 1990년 제정되었다. 주최 및 시상은 서울올림픽 잉여금 가운데 100억 원을 출연해 설립된 서울평화상문화재단이 맡고 있다. 수상 대상은 국가·인종·종교·이념을 초월해 전 세계적으로 모든 분야에서 인류화합과 세계평화에 크게 이바지한 개인 또는 단체이다.

## 수상자 선정방법
시상식은 격년제로서, 해당 연도의 9월 말에서 10월 초에 열린다. 수상자 선정은 시상식 1년 전에 각 분야에서 국제적으로 인정받은 인사 1,000여 명의 추천을 받아 시상식 3개월 전까지 추천서를 접수한다. 이어 추천서를 접수한 서울평화상위원회는 추천된 후보자에 대한 조사내용과 공적사항을 등을 토대로 객관적이고 엄정하게 심사하여 몇 명의 최종 후보자를 선정하고, 다시 투표를 통해 수상자를 결정한다.

## 상금 규모
수상자에게는 상장 및 상패 외에 부상으로 미화 20만 달러를 수여한다. 단일 부문의 상으로는 종교계의 노벨상으로 불리는 템플턴상과 노벨상, 일본국제상 다음으로 상금 규모가 크다.

## 역대 수상자
- 제1회 (1990년) 국제올림픽위원회(IOC) 위원장, 후안 안토니오 사마란치 (Juan Antonio Samaranch)
- 제2회 (1992년) 미국 국무장관, 조지 슐츠 (George Pratt Shultz)
- 제3회 (1996년) 국경 없는 의사회 (MSF: Médecins Sans Frontières)
- 제4회 (1998년) 유엔 사무총장, 코피 아난 (Kofi Annan)
- 제5회 (2000년) 유엔 난민고등판무관, 오가타 사다코(緖方貞子)
- 제6회 (2002년) 국제적인 빈민구호단체, 옥스팜 (Oxford Community for Famine)
- 제7회 (2004년) 체코 대통령, 바츨라프 하벨 (Vaclav Havel)
- 제8회 (2006년) 그라민 은행 설립자, 무함마드 유누스 (Muhammad Yunus)
- 제9회 (2008년) 미국 디펜스포럼 회장, 수잔 숄티 (Suzanne Scholte)
- 제10회 (2010년) 빈민 청소년 오케스트라 엘 시스테마 (El Sistema) 설립자, 호세 안토니오 아브레우 (José Antonio Abreu)
- 제11회 (2012년) 유엔 사무총장, 반기문 (Ban Ki-moon)
- 제12회 (2014년) 독일 총리, 앙겔라 메르켈 (Angela Dorothea Merkel)
- 제13회 (2016년) 콩고민주공화국 판지병원(Panzi Hospital) 병원장, 드니 무퀘게 (Denis Mukwege)
- 제14회 (2018년) 인도의 총리, 나렌드라 모디(Narendra Modi)